# Mengücek
Mengücek Ahmet (antic otomà Megüček Ahmed, transcripció antiga Mengudjek, àrab Mangudjak) fou un bey o beg turcman, epònim d'una petita dinastia anomenada de Mengücek-oğlu o Mengücekoğulları (a vegades mengücèquides, mengudjèkides, mangudjàkides, mengudjèquides, mandudjàquides, mengujèquides o mangujàquides) que va pastorar i combatre per Àsia Menor després de la batalla de Mantziciert (1071).
Va tenir com a centre la ciutat d'Erzindjan i va dominar també Divrigi, Koghonia i altres llocs. Tenia als saltúquides a l'est (a Erzurum) i als danishmèndides a l'oest (a Sivas), als romans d'Orient (Trebisonda) al nord i els principats ortúquides al sud. Va morir el 1118 i el va succeir el seu fill Mengücekli Ishaq Beg.